# Stencirklarna i Senegambia
Stencirklarna i Senegambia är grupper av stenkretsar i Gambia, norr om Janjanbureh, och i centrala Senegal. Området där de finns är ungefär 39 000 km² stort.
Stenarna restes på 700-talet ovanpå äldre gravsättningar. De tio till tjugofyra stenblocken i varje cirkel varierar i storlek och är upp till 10 ton tunga. De är mellan 1 och 2,5 meter höga och består i huvudsak av laterit. Stenarna markerar begravningar och restes före 1100-talet. Det finns omkring ett tusental stencirklar – de största koncentrationerna omfattar mer än 1000 stenar i 52 cirklar vid Djalloumbéré och kring byn Wassu där det också finns ett museum om dessa.
En uppseendeväckande stencirkel är faktiskt egentligen inte en cirkel utan har en V-formation. Traditionellt, av okända anledningar, lämnar folk små stenar ovanpå stenblocken. Varför stenblocken sattes är inte helt klarlagt, men en utgrävning från 2006, rapporterad av National Geographic Society, antyder ett begravningssyfte, då man funnit ett stort antal mänskliga lämningar vid platserna.
Den 21 juli 2006 blev stencirklarna ett världsarv.